# Contea di Pope (Illinois)
La contea di Pope (in inglese Pope County) è una contea dello Stato dell'Illinois, negli Stati Uniti. La popolazione al censimento del 2000 era di 4 413 abitanti. Il capoluogo di contea è Golconda.